# Plan incliné Gonçalves

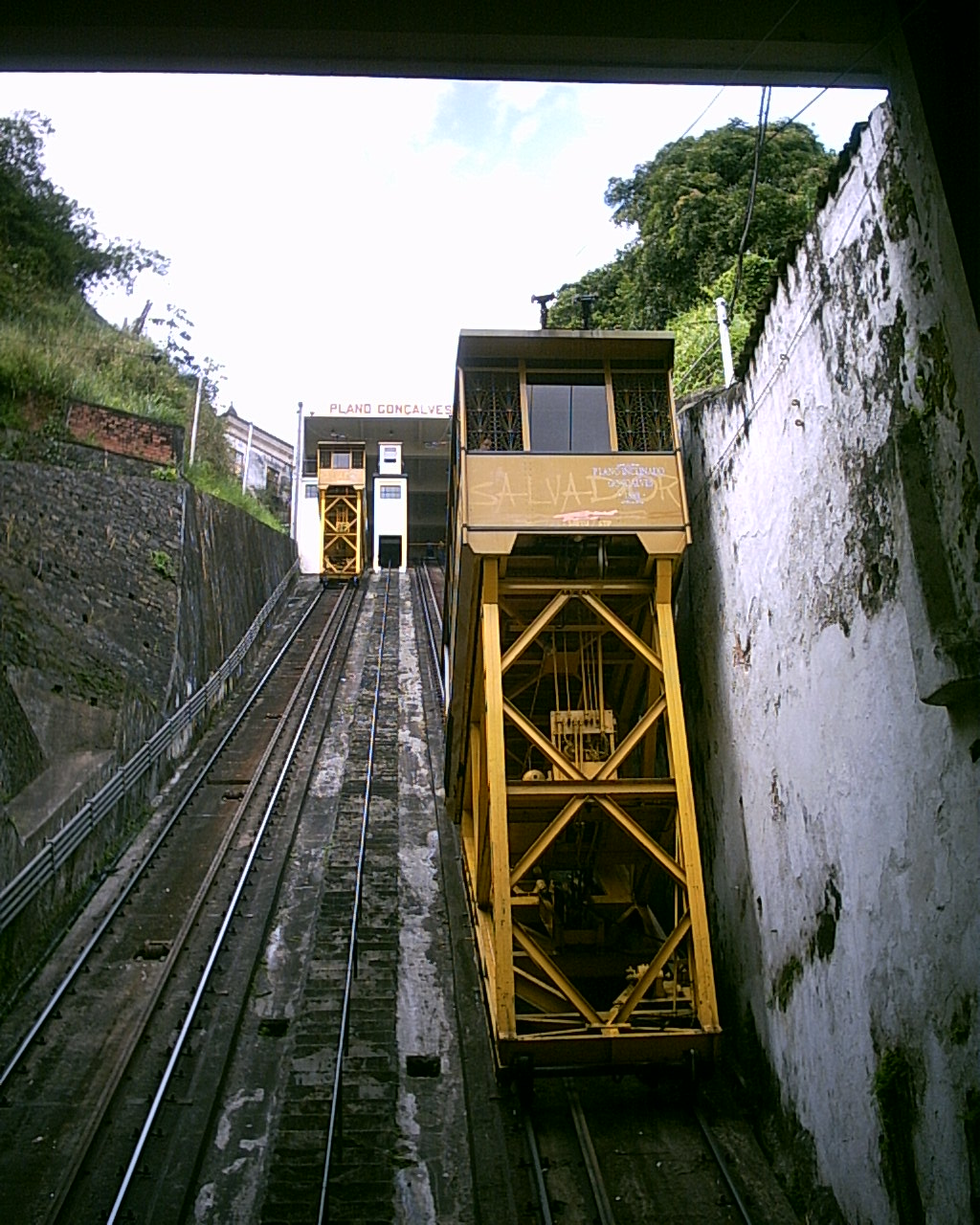
Le funiculaire.

Le plan incliné Gonçalves (portugais : Plano Inclinado Gonçalves) est un funiculaire situé dans le centre historique de Salvador, dans l'État brésilien de Bahia.

## Description
Il est situé derrière la cathédrale-basilique de Salvador (pt), dans le centre historique de Salvador. Il relie le quartier de Commerce au quartier de Pelourinho.
Il est constitué de deux cabines d'une capacité de 36 passagers.

## Historique
Mis en service en 1889, il est l'un des « plans inclinés » les plus vieux de Salvador. 